# バ (フィジー)
バ（Ba）は、フィジー西部地域の都市。ビティレブ島北西部に位置し、バ州の州都である。ラウトカから37km、ナンディから62kmに位置する。人口15,846人（2017年国勢調査）。バ川の中流域に位置し、市名もそれに由来する。さらにフィジー・サッカーリーグで最多優勝を誇るバFCが本拠地を置いている。
バは長い間、大交通渋滞を引き起こす1車線しかない長い橋で有名であったが、1990年代の洪水で流された。ラウトカと首都スバを北周りで結ぶキングス・ロード沿線に位置する。バは肥沃な農業地域の中心に位置し、特にサトウキビの生産が盛んである。そのため、サトウキビ・プランテーションの労働者としてつれて来られたインド人の割合が高い町である。
バは1939年に町へと昇格した。町は定数15の町評議会によって運営され、その中から互選で町長が選ばれる。2002年の選挙では、15議席中14議席がインド系の国民連合党によって占められた。バの街のシンボルは、巨大なララワイ製糖工場と街中のモスクである。砂糖産業で栄えたバには、国内有数の富豪が多く住むことでも知られている。